# Jan Vraštil
J.M. can. Jan Vraštil (8. května 1891 Železný Brod – 30. července 1955 Litoměřice), byl český římskokatolický kněz, církevní historik a učitel, rektor kněžského semináře a kanovník litoměřické kapituly.

## Život
Železnobrodský rodák, syn továrního dělníka, Josef Vraštil byl na kněze vysvěcen v roce 1923. Jako člen jezuitského řádu působil na Svatém Hostýně v letech 1928-1930, dále na Velehradě, a poté 11 let jako farář v Nových Hvězdlicích v brněnské diecézi. Za II. světové války učil na Arcibiskupském gymnáziu v Praze. Po druhé světové válce se vrátil do rodných severních Čech a začal působit v litoměřické diecézi. Ujal se opuštěných far severních Čech. Nejprve ve Varnsdorfu od 1. března 1946 do roku 1948; v Kryštofově údolí a Ruprechticích v letech 1948-1953; roku 1953 se stal arciděkanem v Liberci. V roce 1954 byl jmenován kanovníkem litoměřické kapituly. Zemřel 30. července 1955. Pohřben je na Sv. Hostýně v lesním hřbitově poblíž chrámu Panny Marie. Jeho současníci o něm mluví jako o horlivém a sociálně cítícím vzdělaném knězi, plného lásky k Bohu a účinné lásky k lidem. Byl vynikajícím kazatelem, exercitátorem, ovšem také mírovým pracovníkem.